# Parsons (Kansas)
Parsons is een plaats (city) in de Amerikaanse staat Kansas, en valt bestuurlijk gezien onder Labette County.

## Demografie
Bij de volkstelling in 2000 werd het aantal inwoners vastgesteld op 11.514.
In 2006 is het aantal inwoners door het United States Census Bureau geschat op 11.237, een daling van 277 (-2,4%).

## Geografie
Volgens het United States Census Bureau beslaat de plaats een oppervlakte van
26,8 km², geheel bestaande uit land.

## Geboren
- Jamie Anne Allman (1977), actrice
- Zasu Pitts (1894-1963), actrice

## Plaatsen in de nabije omgeving
De onderstaande figuur toont nabijgelegen plaatsen in een straal van 24 km rond Parsons.